# District de Jiangbei (Ningbo)
Pour les articles homonymes, voir Jiangbei.
Le district de Jiangbei (江北区 ; pinyin : Jiāngběi Qū) est une subdivision administrative de la province du Zhejiang en Chine. Il est placé sous la juridiction de la ville sous-provinciale de Ningbo. La population enregistrée est de 230 000 habitants environ. La superficie est de 209 km2.

## Géographie
Situé a l'Ouest du district de Zhenhai, la plupart des terres du district se compose de plaines, tandis qu'au nord se trouvent des collines.
Riche en ressources en eau, de nombreuses rivières y courent en se jetant dans la rivière Yong (甬江), qui sépare le Jiangbei des districts de Haishu et de Jiangdong.

## Histoire
Fondé en mai 1951 après la fondation de la république populaire de Chine, son histoire peut néanmoins remonter a la ville de Gouzhang (句 章), construite par le roi Goujian (越王勾踐) de Yue (Etat). En 1984, le district fusionna avec le district de Jiao.

## Économie
La zone industrielle est un domaine important de Jiangbei, notamment dans les domaines de la mécanique, du plastique, des matrices, des pièces d'automobile et autres produits a base de métaux non ferreux.

## Tourisme
La petite ville de Cicheng est célèbre pour sa longue histoire. Elle a été un centre politique important sous la dynastie Tang, d'où de nombreux bâtiments historiques relativement bien conservés.
Le temple Baoguo (en chinois : 保国寺), construit sous la dynastie Song, et de style Bouddhisme mahāyāna, est une autre destination prisée.